# Karl-Heinz Knoedler

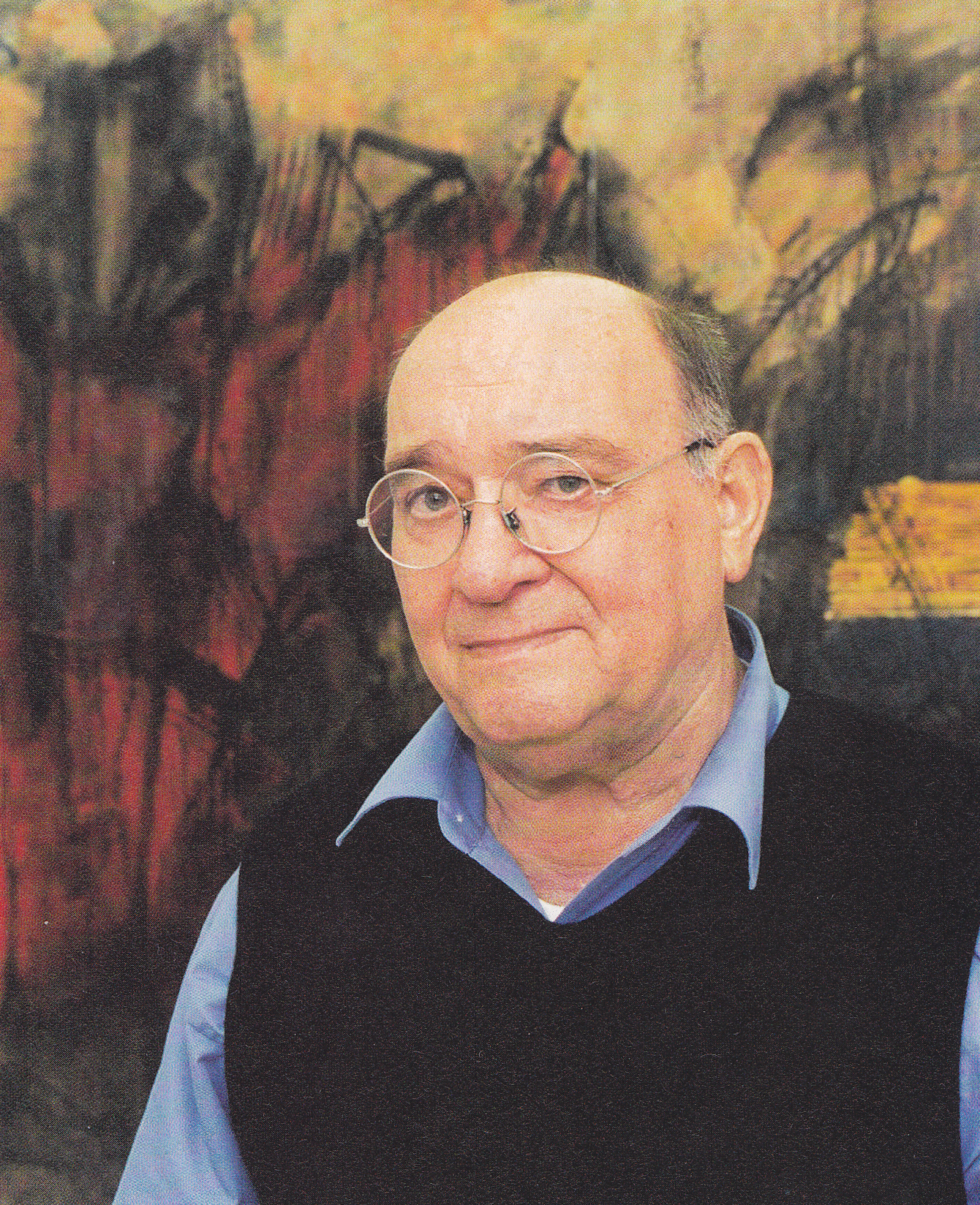
Karl-Heinz Knoedler

Karl-Heinz Knoedler (* 15. Januar 1926 in Ludwigsburg; † 2. November 2000 in Ellwangen) war ein deutscher Maler.
Das umfangreiche und stilistisch vielfältige Œuvre Knoedlers umfasst etwa 4.000 Malereien und Zeichnungen, die sich heute in Privatbesitz befinden oder zu einem großen Teil in seinem Nachlass in Ellwangen aufbewahrt werden. Knoedler arbeitete auch für den öffentlichen Raum, seine Werke sind in Kirchen, öffentlichen Gebäuden, auf Plätzen und Straßen zu finden.

## Leben
Karl-Heinz Knoedler wurde als Sohn von Martha und Karl Knoedler am 15. Januar 1926 in Ludwigsburg geboren. Nach Einsätzen als Luftwaffenhelfer und Notabitur im Jahr 1944 wurde er zur Wehrmacht nach Frankreich einberufen. Dort geriet er in Gefangenschaft, aus der er 1947 zurückkehrte. 1948 holte er das Abitur nach und lernte bei dem Maler Walter Wörn in Stuttgart das Aktzeichnen. Er studierte 1949 an der Akademie der Bildenden Künste in Stuttgart bei Willi Baumeister und 1950 bei Fernand Léger in Paris, wo er Maurice Utrillo und Alphonse Quizet, dem Philosophen Jean-Paul Sartre und dem Architekten Auguste Perret begegnete. Es folgten 1951 und 1952 Aufenthalte in Spanien, Holland, Belgien und wiederum Frankreich. 1951 nahm er an einer ersten Gruppenausstellung im Salon d´hiver in Paris sowie im Salon des indépendants im Grand Palais teil. Nach seiner Rückkehr bezog Knoedler sein erstes Atelier in Ellwangen und heiratete 1955 Anna Maria Zeller. Im selben Jahr erfolgte eine erste gemeinsame Ausstellung mit dem Kunsterzieher und Grafiker Helmut Esdar. Nach einer Begegnung mit dem Architekten Wolf Irion wendete sich Knoedler in den folgenden Jahren verstärkt der Kunst im öffentlichen Raum zu, für die er vor allem im Raum Ellwangen zahlreiche Aufträge erhielt. 1960 bezog Karl-Heinz Knoedler Wohnung und Atelier im Schloss Ellwangen. Hier wohnte er bis zu seinem Tod im Jahr 2000.

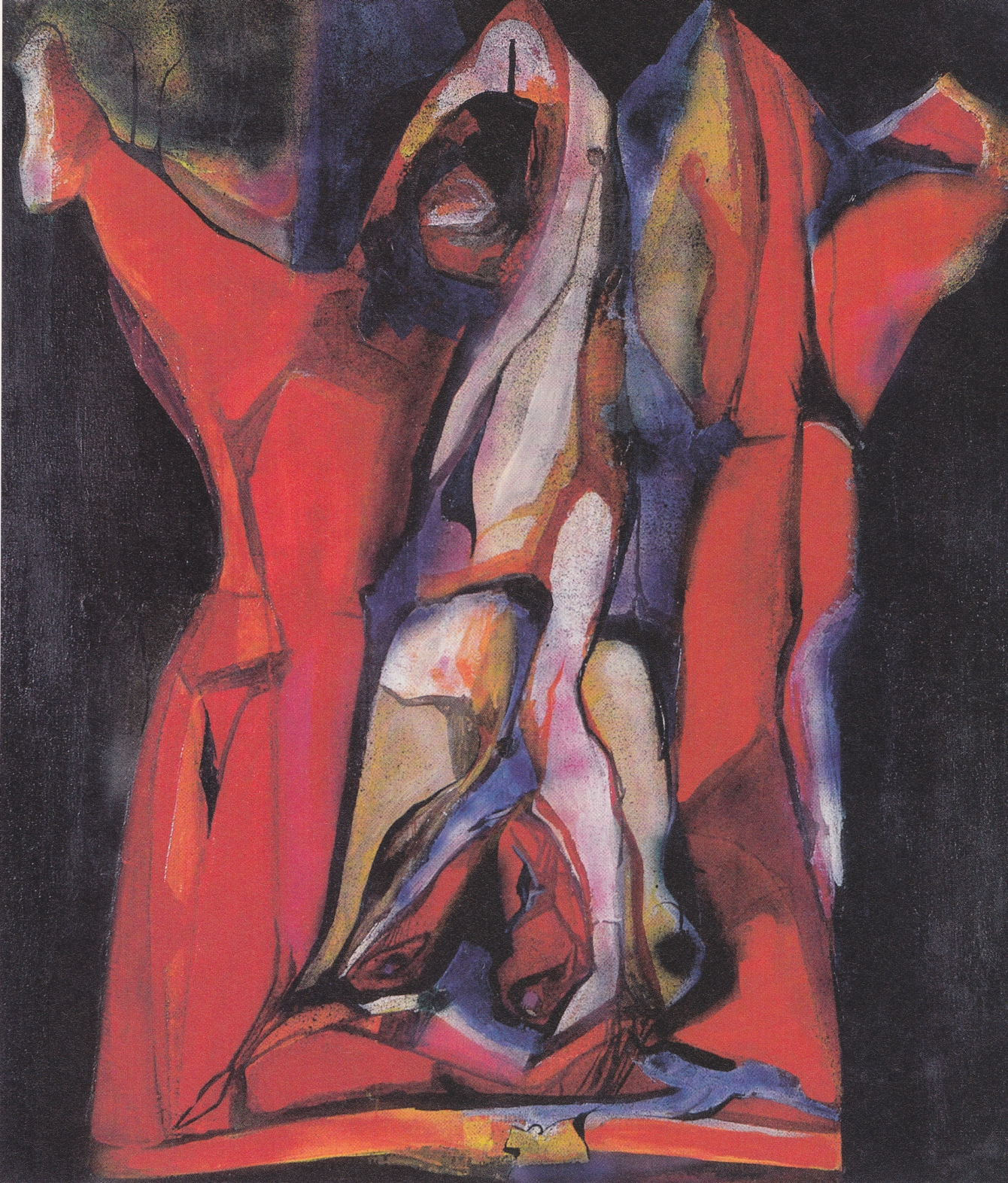
Ochse – 1966

### 1962 bis 2000
Seine bis daher gegenständlich geprägte Phase endet 1962 mit einem Rom-Aufenthalt, als dessen Folge zahlreiche abstrakte Tusche-Zeichnungen entstehen. Unter dem Eindruck der Frankfurter Nationalsozialisten-Prozesse hat Knoedler eine Auschwitz-Serie geschaffen, in der er mit der Tusche nach Art eines Kreuzweges das Grauen zu fassen sucht. Wo sich der Schrecken der Gestaltung verweigert, kommen Symbole und Metaphern ins Spiel, wird der Gegenstand auf die Ebene der Abstraktion gehoben. Dieses Stilmittel wird über weite Strecken das Schaffen des Künstlers prägen – erkennbar schon in seinen sog. Tempelbildern, auf denen er zum Teil in wildem Gestus die Form in Farbe auflöst. Anfang der Siebzigerjahre wird der Farbrausch in die geordneten Bahnen der Konkreten Kunst gelenkt. Doch die Hard-Edge-Malerei widerstrebt im Grunde dem malerischen Temperament Knoedlers. Noch in den Siebzigern streift er die Fesseln der Geometrie ab und bricht zu neuen Ufern auf. Als Künstler, der die Kunst als gesellschaftliche Verpflichtung versteht, sich einzumischen, bezieht er pointiert Stellung zu Umweltzerstörung, Technikgläubigkeit, Atomrisiko und Kriegswahn. Seine „Kosmogramme“ und Raketenbilder kann man, wie vieles bei Knoedler, dialektisch lesen, als Aufbruch und Niedergang, Hoffnung und Zerstörung. Gleiches gilt für seine himmelstrebenden „Torri“ als Zufluchtsorte und Monumente der Hybris. Anfang der Neunzigerjahre hat er in gespenstisch fahlfarbigen Blättern den Golfkrieg thematisiert und zwei Jahre vor seinem Tod in einer weiteren Serie den Krieg im Kosovo – in der Summe Gleichnisse für die Widersprüchlichkeit der Welt. Das kleine wie das große Format souverän beherrschend, hat Knoedler in der letzten Dekade seines Lebens, aus seiner immensen Erfahrung schöpfend, zu einer expressiv aufgeladenen Farbformsprache von elementarer Kraft gefunden, in der Gegenstand und Abstraktion innig miteinander verbunden sind.

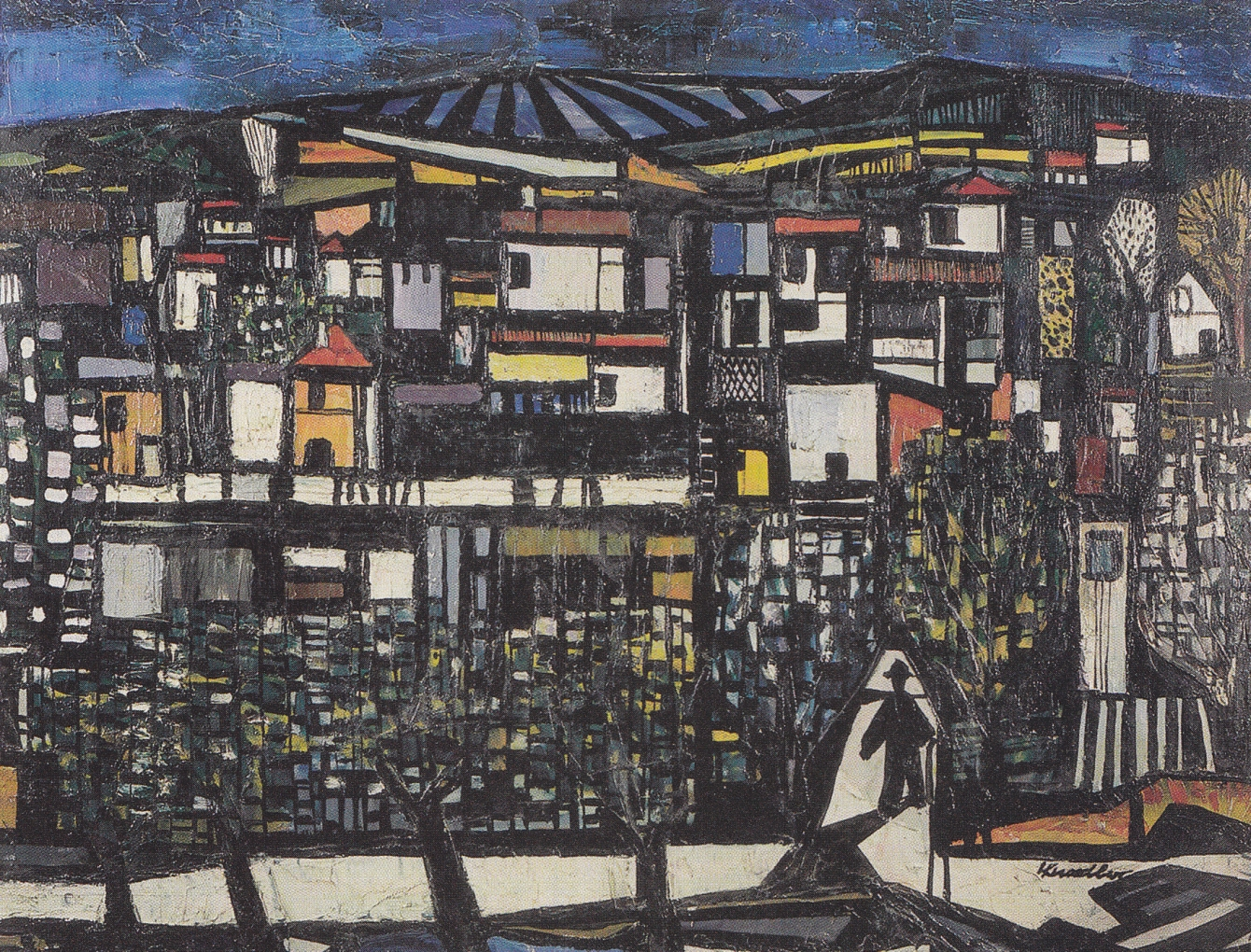
Südliche Vision 1957

Im Jahr 2000 verlieh ihm die Stadt Ellwangen die Bürgermedaille in Gold für sein Lebenswerk. Karl-Heinz Knoedler starb im Alter von 74 Jahren am 2. November 2000. Arbeiten von Knoedler sind in zahlreichen Museen und Privatsammlungen vertreten.

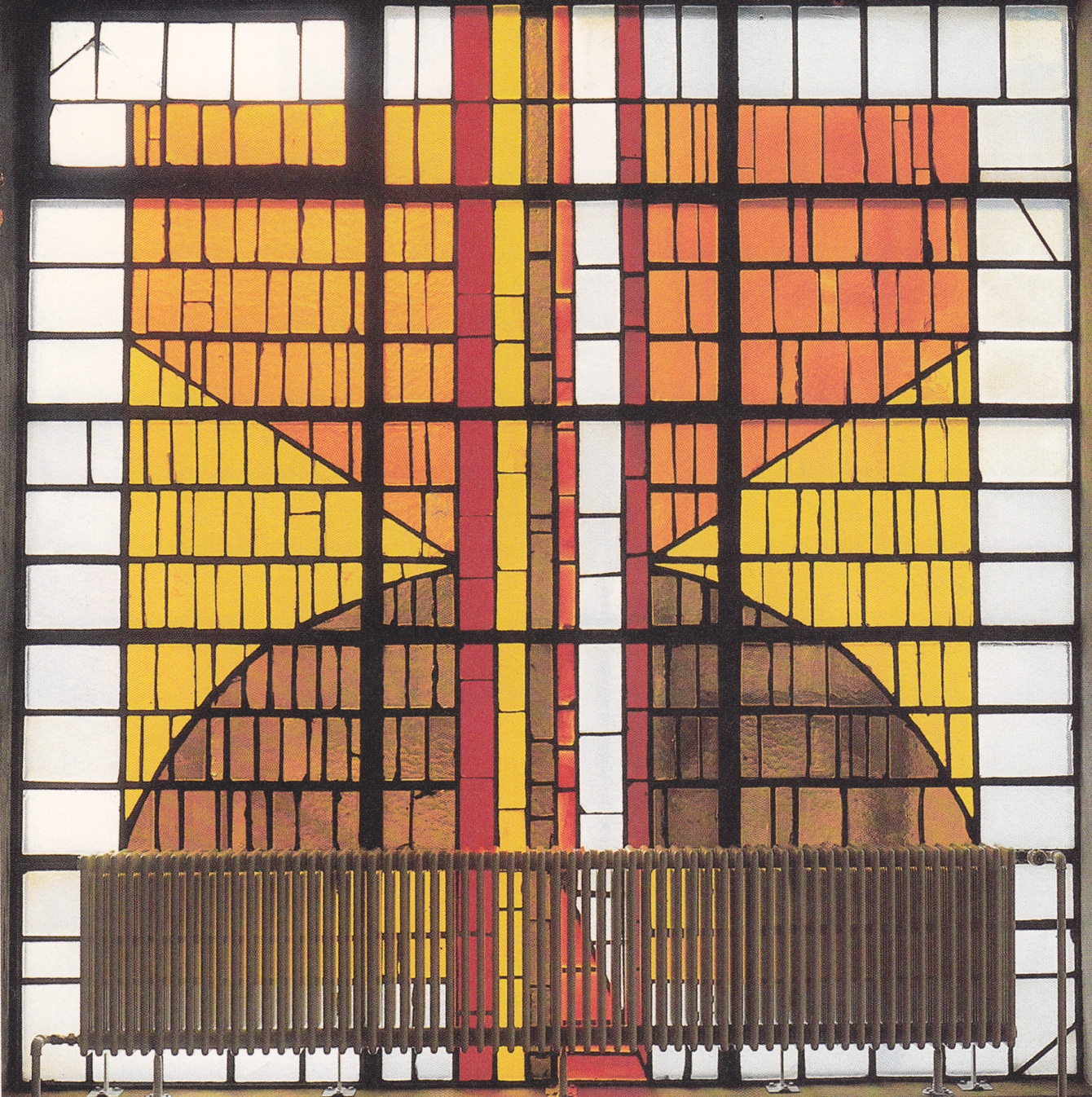
Ellwangen Schönbornhaus Hauptfenster der Kapelle 1970

### Werk
In den 1960er Jahren erprobte Knoedler verschiedene Ausdrucksweisen der Abstraktion, die sein Werk auch im folgenden Jahrzehnt beherrschten. Die zunächst organische Abstraktion mündete Anfang der 1970er Jahre in eine klare geometrische Hard Edge Formensprache. Parallel zu seiner Malerei erfolgte in den 1960er Jahren die Hinwendung Knoedlers zur Kunst im öffentlichen Raum. Kunst am Bau-Projekte setzten konstruktivistische Elemente bis in die 1980er Jahre fort.
Zeugnisse sind etwa das Berufsgenossenschaftliche Schulungsheim Illertissen (1976), bei dessen in der Bauhaustradition stehenden Gestaltung der Künstler von Beginn an konzeptionell mit einbezogen wurde. Die geometrischen Formen der Betonreliefs und Plastiken im Außenbereich werden in der Farbgestaltung der Innenräume aufgenommen und ganz selbstverständlich in die Architektur integriert. Zehn Jahre zuvor schon hat er für den Friedhof Heiligenäcker in Geislingen eine kraftvolle Betonreliefwand entworfen, in der er die Möglichkeiten der Bauornamentik ohne Farbe als eigenständiges Strukturelement im Beton auslotet. 20 Jahre später ist an derselben Stelle eine mannshohe Bronzeplastik („Geschundener Kopf“) Knoedlers zum Gedenken an die im KZ-Außenlager Geislingen umgekommenen Frauen aufgestellt worden. Weitere Bronzeskulpturen Knoedlers finden sich u. a. in Ellwangen in Gestalt gegenständlicher und abstrakter Brunnen. Das dortige Wellenbad ziert auch eine seiner markantesten Arbeiten im öffentlichen Raum: Der „Ikarus“, ein quadratischer Block in den Stadtfarben blau und rot, der durch spannende Schnitte in heiter verspielte Volumina aufgelöst wird. Daneben hat Knoedler noch mit weiteren Materialien wie Email auf Eisenblechbasis gearbeitet. Die Spur seiner Emailtüren an Schulen lässt sich quer durch Deutschland verfolgen, von Fellbach bis Norderney.

## Kunst am Bau (Auswahl)
Einige Kunst am Bau-Projekte von Karl-Heinz Knoedler sind:
- Gesamtgestaltung des Schulungsheimes, Illertissen (1976)
- Ausgestaltung des Wellenbads, Ellwangen (1981/82)
- Platzgestaltung und Brunnen LVA, Stuttgart (1983)

## Ausstellungen (Auswahl)
- 1963: Ausstellungen in Ludwigsburg und Metzingen. Serie von Acryl-Bildern.
- 1964: 1200-Jahr-Feier in Ellwangen. Gestaltung von Plakat und Festschriften.
- 1968: Ausstellung an der Akademie Hohenheim
- 1971: Große Ausstellung im Cavazzen in Lindau, bei Interdomus in Karlsruhe und Wiesbaden.
- 1975: Ausstellung im Landratsamt Ludwigsburg.
- 1985: Ausstellung in Langres mit Max Hérve und Jean Fabre.
- 1986: Ausstellung zu Knoedlers 60. Geburtstag in der Villa Franck in Ludwigsburg und in Ellwangen im Schwurgerichtssaal.
- 1996: Retrospektive zum 70. Geburtstag im Schwurgerichtssaal/Landgericht Ellwangen
- 2001: Retrospektive im Palais Adelmann
- 2005: Grafik und Zeichnungen im Palais Adelmann und in der Außenstelle des Landratsamtes Ostalbkreis/Ellwangen.
- 2008: "JKaves" Schloss Ellwangen. Räume des Kunstvereins
- 2011: Verkaufsausstellung, Palais Adelmann
- 2013: "Im Land, wo die Zitronen blühen". Schloss Ellwangen

## Nachlass (Karl-Heinz Knoedler-Stiftung)
Für die Erhaltung und Verbreitung der Werke von Karl-Heinz Knoedler wurde von seiner Witwe Anni Knoedler (geb. Zeller, † 2006) die Karl-Heinz Knoedler-Stiftung ins Leben gerufen. Träger der Karl-Heinz Knoedler-Stiftung ist die Stadtverwaltung Ellwangen (Kulturamt), ihr obliegt auch die Verwaltung des künstlerischen Nachlasses.